# Ицари
Ицари (дарг. ИцIари) — село Дахадаевского района Дагестана. Административный центр Ицаринского сельсовета.

## География
Село находится на высоте 1552 м над уровнем моря. Ближайшие населённые пункты — Ашты, Худуц, Гузбая, Сур-Сурбачи, Дзилебки, Амузги, Шари, Ураги, Уркутамахи-1, Уркутамахи-2.

## Население
| 1888 | 1895 | 1926 | 1939 | 1970 | 1989 | 2002 |
| ---- | ---- | ---- | ---- | ---- | ---- | ---- |
| 538  | ↗563 | ↗639 | ↘638 | ↗656 | ↘266 | ↘209 |
| 2010 | 2021 | 2025 |      |      |      |      |
| ↗225 | ↗253 | ↗256 |      |      |      |      |

## Язык
Говор селения относится к даргинской группе. Активно изучался уроженцем села Р. О. Муталовым, диссертация которого посвящена грамматическому очерку говора. Впоследствии Р. О. Муталов и московский кавказовед Н. Р. Сумбатова выпустили англоязычную грамматику ицаринского говора.

## История
Согласно эпиграфическим данным, ислам проник в Ицари ещё в XI-XII веках.

## Этимология
Название на даргинском пишется как ИцIари. Сами себя жители называют ИцIранти. По мнению профессора Муталова, название происходит от МуцIари, так называли местную древнюю крепостную стену, которая сохранилась до сих пор.

## Достопримечательности
В селе находится древняя каменная башня, построенная в XIV веке и в настоящее время охраняемая ЮНЕСКО.